# Halo (Beyoncé)
Halo is een nummer van de Amerikaanse zangeres Beyoncé. Het nummer is de derde single die werd uitgebracht van haar derde solo-album I Am... Sasha Fierce.

## Achtergrond
De Nederlandse release was in februari 2009, waar de Amerikaanse een maand ervoor was. Het nummer werd geschreven en geproduceerd door Ryan Tedder, de zanger van rockgroep OneRepublic, bekend van Apologize en Bleeding Love van Leona Lewis. In de Verenigde Staten werd het nummer gelijktijdig met Diva uitgebracht, net als If I Were a Boy als dubbele A-kant werd uitgebracht met Single Ladies (Put a Ring on It). In Europa werd Diva echter vervangen door Sweet Dreams.
Ryan Tedder schreef het nummer oorspronkelijk voor Leona Lewis, maar in een interview zei Lewis dat zij geen tijd had om het nummer op te nemen en bovendien voelde dat het nummer beter paste bij Beyoncé. Dit tot woede bij X-Factor jurylid Simon Cowell, die vond dat het nummer toch voor Lewis hoorde te zijn.
Tedder kreeg ook de woede van Kelly Clarkson over zich heen, nadat zij de gelijkenissen met haar single Already Gone hoorde. Vanwege het feit dat Halo eerder is uitgebracht dan Already Gone, vreesde Clarkson dat zij als een dief benoemd zou worden en deed haar beklag bij Tedder. Deze antwoordde door te zeggen dat dit twee verschillende nummers zijn.

## Videoclip
De videoclip ging 23 december op iTunes in première, tegelijkertijd met de videoclip voor Diva. Het is de eerste videoclip van het album die in kleur is opgenomen.
De door Philip Andelman geregisseerde videoclip is in november geschoten. Acteur Michael Ealy speelt hierin de geliefde van Beyoncé. De clip begint met haar, leunend tegen een muur met een raam achter haar waar licht doorheen schijnt. Gedurende de clip is Beyoncé in verschillende plekken in het huis te zien, waar zij bij een scène danst op een choreografie te zien is, terwijl de geliefde haar bekijkt vanaf het balkon. Tijdens de climax is Beyoncé onder water, gekleed in witte kleding. Als het refrein weer begint, doet zij haar ogen open. In de laatste scène ligt zij onder Ealy, terwijl de camera's alleen de gezichten filmen.

## Tracklist

### Nederlandse download
1. "Halo" (Main Version) - 04:21
2. "Diva" (Main Version) - 03:21

### Australische cd-single
1. "Halo" (Main Version) - 04:21
2. "Single Ladies (Put a Ring on It)" (Redtop Remix - Radio Edit)

### Radiopromotie-cd
1. "Halo" (Main Version) - 04:21
2. "Halo" (Radio Edit) - 03:42
3. "Halo" (Instrumental) 04:22

### Andere versies en remixes
- Dave Aude Eye-Dols Radio Edit
- Dave Aude Club Mix
- Karmatronic Club Mix
- Karmatronic Radio
- Gomi & RasJek Club Mix
- Gomi & RasJek Radio
- Lost Daze Club Mix
- Red Soul Club Mix
- Red Soul Radio
- Mysto & Pizzi Dance Remix
- R&B Remix (Feat. ATM)

## Hitnotering
| "Halo" in de Nederlandse Top 40 - binnen: 7 maart 2009 | "Halo" in de Nederlandse Top 40 - binnen: 7 maart 2009 | "Halo" in de Nederlandse Top 40 - binnen: 7 maart 2009 | "Halo" in de Nederlandse Top 40 - binnen: 7 maart 2009 | "Halo" in de Nederlandse Top 40 - binnen: 7 maart 2009 | "Halo" in de Nederlandse Top 40 - binnen: 7 maart 2009 | "Halo" in de Nederlandse Top 40 - binnen: 7 maart 2009 | "Halo" in de Nederlandse Top 40 - binnen: 7 maart 2009 | "Halo" in de Nederlandse Top 40 - binnen: 7 maart 2009 | "Halo" in de Nederlandse Top 40 - binnen: 7 maart 2009 | "Halo" in de Nederlandse Top 40 - binnen: 7 maart 2009 | "Halo" in de Nederlandse Top 40 - binnen: 7 maart 2009 | "Halo" in de Nederlandse Top 40 - binnen: 7 maart 2009 |
| Week                                                   | 1                                                      | 2                                                      | 3                                                      | 4                                                      | 5                                                      | 6                                                      | 7                                                      | 8                                                      | 9                                                      | 10                                                     | 11                                                     |                                                        |
| ------------------------------------------------------ | ------------------------------------------------------ | ------------------------------------------------------ | ------------------------------------------------------ | ------------------------------------------------------ | ------------------------------------------------------ | ------------------------------------------------------ | ------------------------------------------------------ | ------------------------------------------------------ | ------------------------------------------------------ | ------------------------------------------------------ | ------------------------------------------------------ | ------------------------------------------------------ |
| Nummer                                                 | 27                                                     | 19                                                     | 10                                                     | 9                                                      | 11                                                     | 11                                                     | 13                                                     | 15                                                     | 18                                                     | 32                                                     | 40                                                     | uit                                                    |

| "Halo" in de Ultratop 50 - binnen: 9 mei 2009 | "Halo" in de Ultratop 50 - binnen: 9 mei 2009 | "Halo" in de Ultratop 50 - binnen: 9 mei 2009 | "Halo" in de Ultratop 50 - binnen: 9 mei 2009 | "Halo" in de Ultratop 50 - binnen: 9 mei 2009 | "Halo" in de Ultratop 50 - binnen: 9 mei 2009 | "Halo" in de Ultratop 50 - binnen: 9 mei 2009 | "Halo" in de Ultratop 50 - binnen: 9 mei 2009 | "Halo" in de Ultratop 50 - binnen: 9 mei 2009 | "Halo" in de Ultratop 50 - binnen: 9 mei 2009 | "Halo" in de Ultratop 50 - binnen: 9 mei 2009 | "Halo" in de Ultratop 50 - binnen: 9 mei 2009 | "Halo" in de Ultratop 50 - binnen: 9 mei 2009 | "Halo" in de Ultratop 50 - binnen: 9 mei 2009 | "Halo" in de Ultratop 50 - binnen: 9 mei 2009 | "Halo" in de Ultratop 50 - binnen: 9 mei 2009 |
| Week                                          | 1                                             | 2                                             | 3                                             | 4                                             | 5                                             | 6                                             | 7                                             | 8                                             | 9                                             | 10                                            | 11                                            | 12                                            | 13                                            | 14                                            |                                               |
| --------------------------------------------- | --------------------------------------------- | --------------------------------------------- | --------------------------------------------- | --------------------------------------------- | --------------------------------------------- | --------------------------------------------- | --------------------------------------------- | --------------------------------------------- | --------------------------------------------- | --------------------------------------------- | --------------------------------------------- | --------------------------------------------- | --------------------------------------------- | --------------------------------------------- | --------------------------------------------- |
| Nummer                                        | 36                                            | 33                                            | 18                                            | 19                                            | 25                                            | 26                                            | 32                                            | 37                                            | 29                                            | 33                                            | 32                                            | 37                                            | 41                                            | 40                                            | uit                                           |

### NPO Radio 2 Top 2000
| Nummer met noteringen in de NPO Radio 2 Top 2000 | '12  | '13  | '14 | '15 | '16 | '17 | '18 | '19 | '20 | '21 | '22 | '23 | '24 |
| ------------------------------------------------ | ---- | ---- | --- | --- | --- | --- | --- | --- | --- | --- | --- | --- | --- |
| Halo                                             | 1750 | 1089 | 473 | 490 | 438 | 496 | 436 | 621 | 586 | 727 | 891 | 723 | 995 |

1. ↑  Een vetgedrukt getal geeft de hoogste notering aan.
2. ↑  2012 was het eerste jaar met een notering voor dit nummer.